# Distrito de Churachandpur
Churachandpur es un distrito de la India en el estado de Manipur. Código ISO: IN.MA.CC.
Comprende una superficie de 4 574 km².
El centro administrativo es la ciudad de Churachandpur.

## Demografía
Según censo 2011 contaba con una población total de 271 274 habitantes, de los cuales 133 526 eran mujeres y 137 748 varones.